# Trèvol de quatre fulles

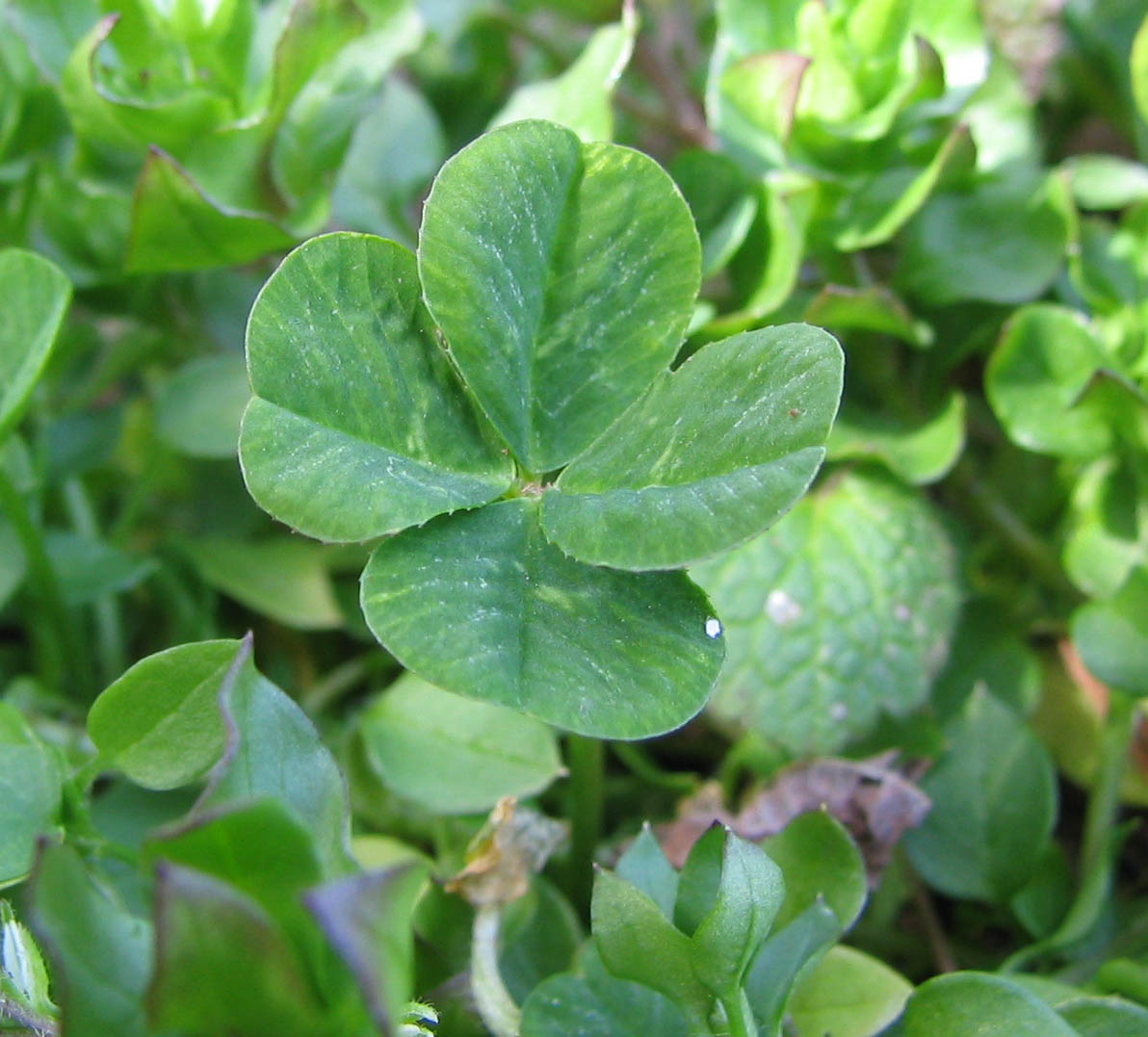
Trèvol de quatre fulles.

El trèvol de quatre fulles és una variació infreqüent del trèvol de tres folíols comunament trobat en el camp. Segons la tradició, els trèvols de quatre folíols porten bona sort als seus cercadors, especialment si es troben accidentalment.
Els trèvols poden tenir més de cinc folíols. El major nombre de folíols mai trobat en un trèvol és 56. S'ha estimat que hi ha aproximadament 10.000 trèvols de tres folíols per cada trèvol de quatre folíols.
Segons llegenda, cada folíol representa alguna cosa:
- El primer és per a l'esperança.
- El segon és per a la fe.
- El tercer és per a l'amor.
- El quart és el de la sort.[4]

En algunes ocasions es pot confondre un trèvol de quatre fulles amb les fulles d'unes falgueres aquàtiques pertanyents al gènere Marsilea que sempre tenen quatre folíols.

## Causes que l'originen

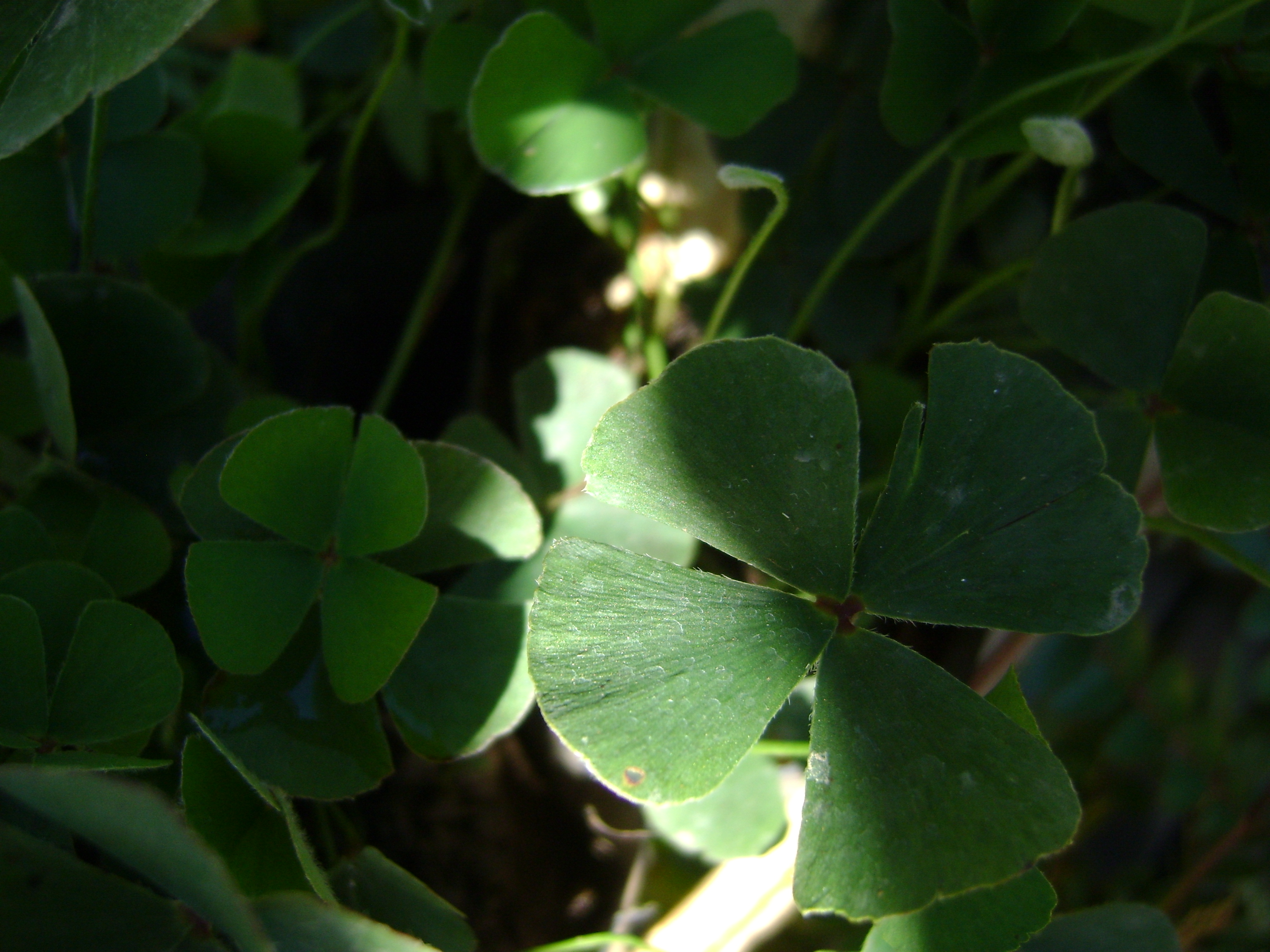
Trèvol de quatre fulles que en realitat és una fulla de Marsilea.

Es discuteix si la generació del quart folíol és causada per raons genètiques o ambientals. La seva raresa suggereix un gen recessiu possible que apareix amb poca freqüència. Alternativament, els trèvols de quatre folíols podien ser causats per mutació somàtica o un error de desenvolupament de causes ambientals. Podrien també ser causats per la interacció de diversos gens que se segreguen en la planta individual. És possible que les quatre explicacions poguessin aplicar a diferents casos individuals.
Certes companyies produeixen actualment trèvols de cinc folíols per diversos mitjans. Richard Mabey al·lega, en la Flora Britannica, que hi ha granges als Estats Units que s'especialitzen a conrear trèvols de quatre folíols, produint fins a 10.000 unitats al dia (envasats en plàstic com a encanteris afortunats), alimentant-los amb un ingredient secret genèticament dirigit a les plantes per a engendrar l'aberració. Mabey també indica que els nens aprenen que un trèvol de cinc fulles és fins i tot més afortunat que un de quatre.
Per a l'equip de Wayne Parro, de la Universitat de Geòrgia, als EUA, és la presència de dues versions d'un mateix gen el que determina el nombre de fulles del trèvol blanc, Trifolium repens. Una, la dominant, inhibeix la formació de la quarta fulla, i l'altra, desencadena el seu creixement.
Perquè desenvolupi quatre folíols, el trèvol ha d'heretar dues versions del gen recessiu. Per aquest motiu trobar un exemplar d'aquest tipus és una cosa tan poc freqüent.
Des del punt de vista místic i segons la llegenda, el trèvol de quatre fulles és el símbol de la bona sort i qui el porti, estarà acompanyat per la bona fortuna. Cada fulla representa un dels quatre components bàsics de la felicitat: amor, salut, prosperitat i la bona fortuna.
En el film Leprechaun es mostra que gràcies al trèvol de 4 fulles es pot matar un follet (ficció)